# Manganany
Manganany jsou soli obsahující mangananový anion MnO 2-
4 ; jedná se o jediné známé sloučeniny s manganem v oxidačním čísle +6.

## Struktura

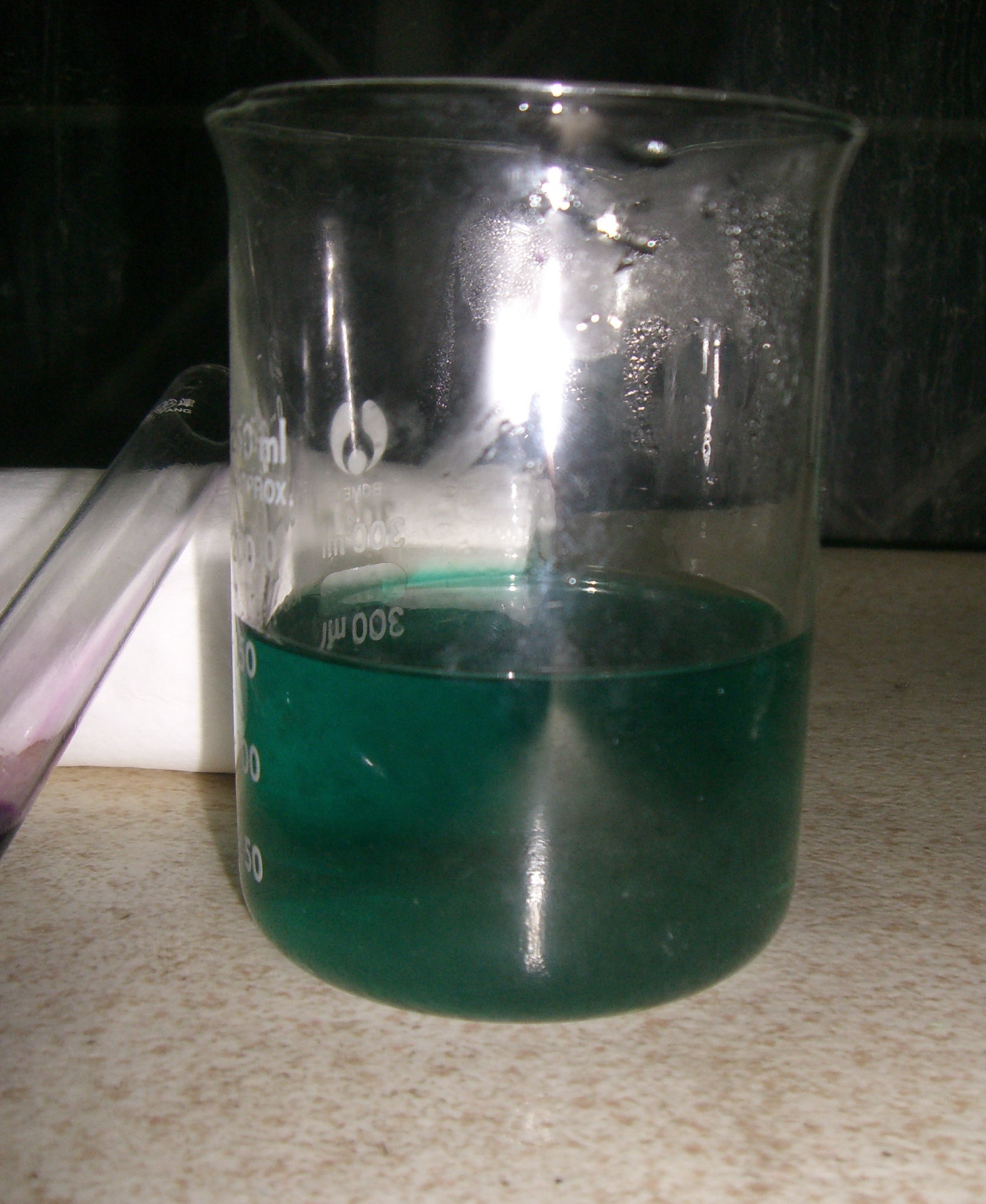
Roztok soli obsahující mangananový ion

Mangananový ion má tetraedrický tvar, podobný jako u síranového a chromanového aniontu; manganany jsou často izostrukturní se sírany a chromany, čehož si poprvé všiml Eilhard Mitscherlich v roce 1831. Délka vazby mangan–kyslík činí 165,9 pm, což je přibližně o 3 pm více než u manganistanu. Jako d1 ion je paramagnetický, ovšem vliv Jahnova–Tellerova efektu je příliš malý na to, aby mohl být zachycen rentgenovou krystalografií. Manganany mají tmavě zelenou barvu, s absorpčním maximem ve viditelné oblasti λmax = 606 nm (ε = 1710 dm3 mol−1 cm−1).
Byla také popsána Ramanova spektra několika mangananů.

## Příprava
Manganan draselný a manganan sodný se v laboratořích obvykle připravují smícháním koncentrovaného (5–10 mol/l) roztoku příslušného manganistanu s koncentrovaným roztokem hydroxidu a následným stáním po 24 hodin nebo zahřátím.
4 MnO −
4  + 4 OH− → 4 MnO 2−
4  + 2 H2O + O2
Manganan draselný se vyrábí průmyslově, jako meziprodukt při výrobě manganistanu draselného, rozpouštěním oxidu manganičitého v tavenině hydroxidu draselného za přítomnosti dusičnanu draselného nebo vzdušného kyslíku jako oxidačního činidla.
2 MnO2 + 4 OH− + O2 → 2 MnO 2−
4  + 2 H2O

## Reakce

### Disproporcionace
Manganany jsou náchylné k disproporcionacím v roztocích většiny zásad. Těmito reakcemi se tvoří primárně manganistany a oxid manganičitý, ovšem součástí jejich mechanismů mohou být protonované a/nebo manganičné meziprodukty.

## Použití
Manganany, například nerozpustný manganan barnatý (BaMnO4), se používají jako oxidační činidla v organické syntéze: oxidují primární alkoholy na aldehydy a karboxylové kyseliny a sekundární alkoholy na ketony.
Manganan barnatý má mimo jiné využití při oxidaci hydrazonů na diazosloučeniny.

## Podobné sloučeniny
Manganany jsou konjugované zásady hypotetické kyseliny manganové (H2MnO4), kterou nelze připravit, protože se rychle disproporcionuje; podařilo se však odhadnout její disociační konstantu pomocí pulzní radiolýzy:
HMnO −
4  ⇌ MnO 2−
4  + H+   pKa = 7,4 ± 0,1